# شهرستان گوانگنان
شهرستان گوانگنان (به لاتین: Guangnan County) یک منطقهٔ مسکونی در چین است که در ولایت خودمختار ونشان ژوانگ و میائو واقع شده‌است. شهرستان گوانگنان ۷٬۹۸۳ کیلومتر مربع مساحت و ۷۴۰٬۰۰۰ نفر جمعیت دارد.